# Реалистическая зоозащита
Реалистическая зоозащита (также зоореалисты) — общественное движение в защиту животных, объединяющее активистов, биологов, иных специалистов из ряда городов России, Украины, Белоруссии, Италии. Участники движения утверждают, что их подход основан на научно-обоснованных методах и учитывает большой практический опыт в зоозащитной деятельности и не допускает использование непроверенной информации, пренебрежение научной истиной, игнорирование интересов людей при решении проблемы бездомных животных.

## Отношение к проблеме бездомных животных
Зоореалисты выступают с критикой программы стерилизации бездомных животных с последующим их выпуском обратно в места отлова. Утверждают, что принятие этой программы в Москве и Санкт-Петербурге не учитывало опыт применения подобных программ в других странах, где такие программы применялись для борьбы с бешенством, а не для снижения численности бродячих животных. Как следствие, проведение программы в Москве привело к росту числа бездомных собак, увеличению количества конфликтов, гибели людей, массовому самовольному истреблению собак.
Участники движения поясняют, что если не обеспечить в течение 6 месяцев стерилизацию 70-80 % от общего числа самок, невозможно добиться положительного результата. По мнению зоореалистов, обеспечить такие темпы не в состоянии ни один город Украины, ни ещё какой-либо страны. Директор харьковского КП «Центр обращения с животными», зоореалистка Юлия Шаповалова также указывает на негативный опыт проведения программы стерилизации в Харькове, приведшей к увеличению числа бродячих животных. Среди других причин неприемлемости программы участники называют узаконивание состояния бездомности животных.
Для России вместо программы стерилизации зоореалисты предлагают безвозвратный отлов животных в приюты и усыпление животных, которым не удалось найти дом. По их мнению, это лучше, чем выпускать животных обратно на улицу, где они будут голодать, болеть, травмироваться, мешать людям. При этом участники считают, что только введение усыпления — это не решение проблемы. Необходимо создать систему пристраивания животных, обязательную регистрацию животных, повышать культуру содержания животных, ввести профилактические меры в виде льготной стерилизации неплеменных владельческих животных, контроль за разведением.
На Украине, во время прошедшей в Киеве 17 февраля 2012 года пресс-конференции на тему «Проблемы бездомных животных накануне Евро-2012: мифы и реальность» участник движения Реалистической зоозащиты Сергей Клочко предлагал внести изменения в закон Украины «О защите животных от жесткого обращения», в частности ввести ответственность за выбрасывание животных, налог на домашних животных, идентификацию домашних животных с помощью чипов. В отношении бездомных животных предложения участников те же что и для России: материально мотивировать содержание стерилизованных домашних, сделать доступными цены на их стерилизацию и кастрацию. Размещение отловленных собак в пунктах неограниченного приема без возвращения на прежнее место обитания с целью поиска для них хозяев и последующим усыплением невостребованных.

## Харьковский приют
Участница Движения Юлия Шаповалова является директором харьковского коммунального предприятия «Центр обращения с животными». КП занимается приёмом отловленных безнадзорных собак, их передержкой, поиском хозяев и пристройством. Из отловленных животных штатный кинолог и ветеринарные врачи отбирают перспективных для устройства. Этих животных отсаживают на длительный карантин, где они проходят вакцинацию против бешенства и ветобработку. Затем ещё 14 дней содержатся на карантине, чтобы была возможность проявиться клиническим заболеваниям. Здоровое животное переведут в зону чистого приюта – круглый вольер. Животные в круглом вольере будут ожидать своих хозяев. Всех остальных животных подвергают гуманной эвтаназии, если в течение недели им не находится хозяин. По словам Юлии Шаповаловой, когда в городе сократится численность бродячих животных, срок содержания отловленных собак увеличится. Также «Центр обращения с животными» распространяет социальную рекламу с целью воспитания ответственного обращения с животными, проводит регистрацию домашних животных и образовательную работу с населением.
13 июня 2012 года на проспекте Гагарина был открыт Центр содержания бездомных животных. В состав входят 250 вольеров для семидневной передержки животных. Центр разделён на зону карантина, где содержится 500 собак и 50 кошек, и зону чистого приюта - 100 мест для содержания перспективных для поиска новых владельцев собак. Пропускная способность приюта составляет 1500 собак в месяц..

## Критика
Из-за позиции по усыплению, движение подвергается критике со стороны ряда украинских зоозащитных организаций, которые называют зоореалистов «сторонниками убийства». Обвиняют в пропаганде тотального уничтожения бездомных животных, сотрудничестве с догхантерами, хотя на учредительном съезде Движения в Ярославле одним из участников была дана резко отрицательная оценка деятельности догхантеров.